# Porto di Rio Grande
Il Porto di Rio Grande (in portoghese: Porto de Rio Grande) è uno dei principali porti di Brasile e America Latina. È un porto marittimo situato nella città di Rio Grande, Rio Grande do Sul. Il 3° porto principale del paese.

## Dati
Il sistema di accesso terrestre al porto è costituito da BR-392, BR-471 e BR-116.
Si trova sulla riva destra del Canale del Nord, che collega la Lagoa dos Patos con l'Oceano Atlantico. Il porto bar è mantenuto aperto grazie a due pontili costruiti all'imboccatura del canale di accesso.
Appartiene all'Unione, ma la sua amministrazione e valorizzazione è stata concessa, nel 1997, allo Stato del Rio Grande do Sul, che lo fa tramite la Sovrintendenza dei Porti del Rio Grande do Sul (SUPRG), ente statale legato alla sua Segreteria di Logistica e Trasporti, che dal 2017, oltre a questo porto, gestisce l'intero sistema idroportuale gaucho.
Nel 2009 il porto ha movimentato circa 150 milioni di tonnellate, pari al 3% di tutta la movimentazione nazionale, rendendo questo porto il terzo porto principale del Brasile.
Le attività portuali della città risalgono al 1737, anno di fondazione della città, tuttavia la costruzione di Porto Velho do Rio Grande iniziò nel 1869 e la sua inaugurazione avvenne l'11 ottobre 1872. Il 2 giugno 1910 l'esecuzione di Porto Nasce Novo, entrata in esercizio il 15 novembre 1915, con la consegna al traffico dei primi 500 metri di banchina.
Nel 2003 i principali prodotti esportati sono stati: soia, farina di soia, trucioli di legno, mais, frumento, riso, olio di soia, benzene, cellulosa, legno di Cerrado. Le principali importazioni sono state: grano, orzo, urea, fosfati, fertilizzanti, cloruro di potassio, riso, solfato di ammonio, nitrato di ammonio, coke di petrolio, conchiglie, sale, petrolio greggio, acido solforico, GPL, acido fosforico e ammoniaca.
La sua area di influenza comprende gli stati di Rio Grande do Sul e Santa Catarina, Uruguay, Paraguay meridionale e Argentina settentrionale.

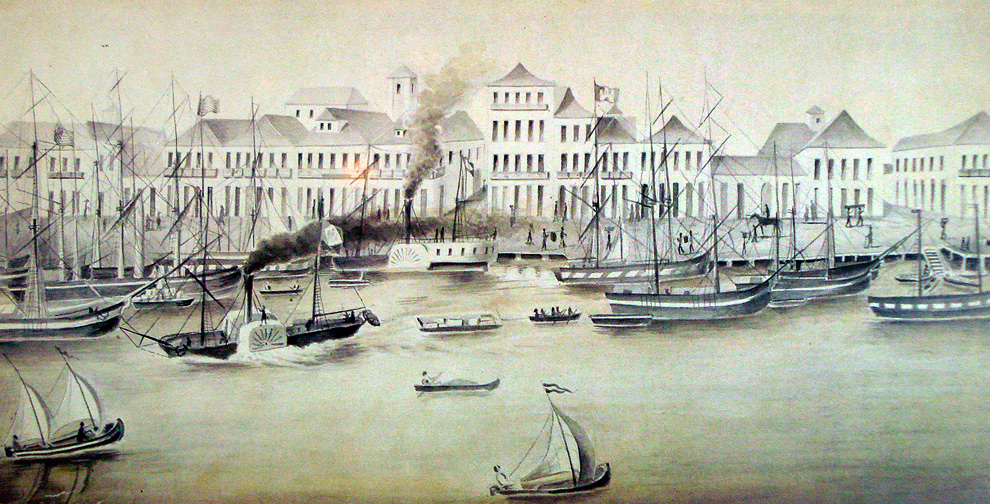
Herrmann Rudolf Wendroth: Il porto di Rio Grande nel 1851